# گی لاپبی
گی لاپبی (فرانسوی: Guy Lapébie‎; ۲۸ نوامبر ۱۹۱۶ – ۸ مارس ۲۰۱۰) دوچرخه‌سوار اهل فرانسه بود.
وی در مسابقات کشوری و بین‌المللی در مجموع برندهٔ ۲ مدال طلا، ۱ مدال نقره شده‌است.